# Örmény rubel
Az örmény rubel (örményül: Հայկական ռուբլի, oroszul: Армянский рубль) Örményország pénzneme volt három évig 1919 és 1922 között.

## Történelme[1]
Az 1917-es októberi forradalom következtében Örményország, Grúzia és Azerbajdzsán kilépett az Orosz Birodalomból, és létrehozták a Kaukázusi Komissariátust, amely 1918 februárjában új bankjegyeket adott ki 1, 3, 5, 10, 50, 100 és 250 rubel értékben. Ez volt az első alkalom, hogy örmény feliratok jelentek meg egy bankjegyen. Miután 1918. május 28-án Örményország függetlenné vált, és az Állami Bank jereváni ága 1919-ben csekkeket rakott forgalomba, majd kibocsátotta az 50, 100 és 250 örmény rubel értékű bankjegyeket. Ezeket még a Waterloo & Sons Limited készítette Londonban. Ezek a bankjegyek tradicionális stílusuk és díszítésük miatt kitűntek. 
1920 decemberében egy oroszpárti kormány került Örményország élére, így megkezdődött az ország visszacsatlakoztatása az Orosz Birodalomba. A kormány kérésére bevezették az orosz rubelt az országban, de az örmény rubel egy helyi pénznemként megmaradt. 1921-ben vezették be (a csekkek helyett) az 5000 és 10 000 rubel értékű bankjegyeket. 1922-ben bevezették a 25 000, 100 000, 1 000 000 és 5 000 000 rubel értékű bankjegyeket. 
1922 márciusában Örményország, Grúzia és Azerbajdzsán egyesült, így megalkotva a Kaukázusontúli SZSZSZK-t. A tagállam új rubelbankjegyeket bocsátott ki 1923-as dátummal, 1000, 5000, 10 000, 25 000, 50 000, 100 000, 250 000, 500 000, 1 000 000, 5 000 000 és 10 000 000 rubel értékben. 1924-ben az SZSZSZK ismét új bankjegyeket adott ki, amelyek 25, 50, 75, 100 és 250 millió, valamint 1 és 10 milliárd rubel értékűek voltak. Egy 1924-es pénzreform miatt az összes kaukázusontúli bankjegyet bevonták, és ugyanolyan értékű szovjet bankjegyekkel helyettesítették.

## Bankjegyek

### Csekkes sorozat[2]
| Előlap | Hátlap | Érték  | Kiadás éve |
| ------ | ------ | ------ | ---------- |
|        |        | 5      | 1919       |
|        |        | 10     | 1919       |
|        |        | 25     | 1919       |
|        |        | 50     | 1919       |
|        |        | 100    | 1919       |
|        |        | 250    | 1919       |
|        |        | 500    | 1919       |
|        |        | 1000   | 1919       |
|        |        | 5000   | 1919       |
|        |        | 10 000 | 1919       |

### Bankjegyes sorozat[3]
| Előlap | Hátlap | Érték     | Kiadás éve |
| ------ | ------ | --------- | ---------- |
|        |        | 50        | 1919       |
|        |        | 100       | 1919       |
|        |        | 250       | 1919       |
|        |        | 5000      | 1921       |
|        |        | 10 000    | 1921       |
|        |        | 25 000    | 1922       |
|        |        | 100 000   | 1922       |
|        |        | 1 000 000 | 1922       |
|        |        | 5 000 000 | 1922       |